# Zina Bethune
Zina Feelay, mas conhecida pelo seu nome artístico de Zina Bethune (Nova York, 17 de fevereiro de 1945 - Los Angeles, 12 de fevereiro de 2012), foi uma atriz norte americana.
Aos 14 anos ela já trabalhava como dançarina no New York City Ballet. Foi atriz de cinema e televisão, trabalhando em Who's That Knocking at My Door de Martin Scorsese ou na série de TV  da CBS, The Nurses.

## Morte
Morreu de forma trágica na madrugada do domingo 12 de fevereiro de 2012, em Los Angeles. Feelay foi atropelada duas vezes após ter descido do carro para socorrer um animal que estava ferido na estrada de Hollywood Hills.
Zina Feelay foi atingida por um veículo após estacionar o carro no acostamento para ajudar o animal. De acordo com as autoridades, o impacto do atropelo a arremessou para uma faixa no sentido oposto, onde a atriz foi novamente atropelada e arrastada por cerca de 200 metros por outro veículo.